# IS-3 ABC
IS-3 ABC – trzeci, nowy powojenny, polski szybowiec przeznaczony do szkolenia podstawowego, skonstruowany w Instytucie Szybownictwa (późniejszy Szybowcowy Zakład Doświadczalny) w Bielsku-Białej, zaprojektowany przez inżynierów Rudolfa Matza i Romana Zatwarnickiego.

## Historia
Po budowie szybowca wyczynowego IS-1 Sęp, szybowca przejściowego IS-A Salamandra przyszła kolej na budowę szybowca do szkolenia podstawowego. W ten sposób zapewniono polskim szybownikom dostęp do wszystkich typów szybowców. Zgodnie z obowiązującą w tym okresie tendencją postanowiono szkolić adeptów lotnictwa metodą jednosterową. Stąd w założeniach szybowiec ten miał się cechować dużymi zapasami stateczności, niewrażliwością na przeciągnięcie, małym obciążeniem powierzchni nośnej i wynikającą z tego niską prędkością startu i lądowania. Prace konstrukcyjne prowadził zespół pod nadzorem inżynierów Rudolfa Matza i Romana Zatwarnickiego.
Oblot gotowego IS-3, o znakach rejestracyjnych SP-462, miał miejsce 31 grudnia 1947 roku. Za sterami siedział pilot doświadczalny Instytutu Szybownictwa Piotr Mynarski. Była to konstrukcja prosta w budowie, umożliwiająca loty w terenie górskim i płaskim. Start mógł się odbywać po holowaniu za samolotem jak również przy użyciu gumowych lin lub wyciągarki. Szybowiec można było szybko zmontować i zdemontować. Był łatwy w pilotażu, nie wchodził w korkociąg ani statycznie ani dynamicznie. O właściwościach lotnych świadczyła demonstracja dokonana przez Juliana Bojanowskiego, który trzymając drążek kolanami grał podczas lotu na akordeonie.
Pierwszy szybowiec w wersji seryjnej (SP-650) oznaczonej jako IS-3 ABC bis po raz pierwszy wzbił się w powietrze we wrześniu 1948 roku. Różnił się on od prototypu zamontowaniem metalowego kółka transportowego zamiast gumowego, ułatwiającego manewrowanie szybowcem na lądowisku. Za jego sterami również siedział pilot Piotr Mynarski. Pierwsze 24 szybowce zostały wybudowane w Bielsku, produkcję kolejnych 50 egzemplarzy uruchomiono w Lubawce pod oznaczeniem Lub-1 ABC bis. W 1950 roku dokonano oblotu wersji IS-3 ABC ter (SP-1009) różniącej się od poprzedniej nieskładanymi skrzydłami i stałym usterzeniem. W listopadzie 1955 roku dokonano oblotu kolejnej wersji IS-3 ABC-A. SP-792 różnił się od wersji ter zmniejszonym o 1° wzniosem skrzydeł, zmienionym kształtem kabiny, dodaniem wiatrochronu, zwiększono dwukrotnie kąt wychylenie lotek. Wybudowano 256 egzemplarzy IS-3, około 50 sztuk wersji A wyeksportowano do Chin, gdzie podjęto ich licencyjną produkcję. IS-3 był masowo używany do szkolenia podstawowego w polskich aeroklubach do końca lat 50. XX wieku. Szybowiec IS-3 ABC A o znakach rejestracyjnych SP-1697 można oglądać na ekspozycji w Muzeum Lotnictwa Polskiego w Krakowie. Szybowce produkowane były w Bielsku, Lubawce i w Krośnie.
Pomimo tego, że był szybowcem szkoleniowym, pozwalał również na wykonywanie długotrwałych przelotów. 22 sierpnia 1958 roku Jacek Ombach, po starcie z lotniska w Kurowie, wykonał na nim lot trwający 5 godzin i 32 minuty. 

## Konstrukcja
IS-3 ABC był zastrzałowym górnopłatem o drewnianej konstrukcji. Skrzydło dwudzielne, dwudźwigarowe, w obrysie prostokątnym, kryte płótnem i sklejką, profil płata samostateczny Peyret (16%). Kadłub zbudowany z płaskiej kratownicy z belek o przekroju skrzynkowym. Do skrzynki przedniej zamontowane było metalowe kółko ułatwiające manewrowanie szybowcem oraz drewniana płoza podparta amortyzatorem sprężynowo-tarciowym. Tylna płoza amortyzowana gumowym krążkiem. Przesuwany fotel pilota na przedniej skrzynce umożliwiający lot ze spadochronem. W przedniej części skrzynki hak do startu przy użyciu gumowych lin oraz zaczep z pierścieniem samowyzwalającym odczepiającym szybowiec po przekroczeniu krytycznego kąta holu do startu za wyciągarką. Istniała możliwość założenia osłony kabiny pilota.

## Malowanie
W pierwszych egzemplarzach produkowanych w Lubawce części drewniane malowano kolorem kości słoniowej, części płócienne pozostały w naturalny kolorze cellonu. Szybowce z Krosna i wersja ABC-A z SZD miała powierzchnie płócienne w kolorze cellonu, części drewniane pomarańczowe a zastrzały, płozy, miejsce pilota oraz pokrywę środkowej części skrzydła w kolorze brązowym. Pierwsze egzemplarze miały malowane na stateczniku stylizowane kurczątko, oznaczenie IS-3 oraz ukośny napis ABC-A.